# Aldeburgh
Aldeburgh es una ciudad en Suffolk, Anglia Oriental, Inglaterra; está ubicada junto al río Alde a 52° 9' Norte, 1° 36' Este. Su nombre, Alde Burgh significa "viejo fuerte" aunque esto, junto a gran parte de la ciudad de la época Tudor, ahora se ha perdido por el mar. En el siglo XVI, Aldeburgh fue un puerto, y tenía una floreciente industria de construcción naval. Los barcos de Sir Francis Drake llamados Greyhound y Pelican (más tarde rebautizado como Golden Hind) se construyeron en Aldeburgh. El buque bandera de la Compañía de Virginia, el Sea Venture se cree que se construyó aquí en 1608. Cuando el río Alde cambió y ya no pudo acomodar barcos grandes, el área empezó a declinar. Aldeburgh sobrevivió principalmente como un puerto pesquero hasta el siglo XIX, cuando se hizo popular como villa costera dedicada al turismo.

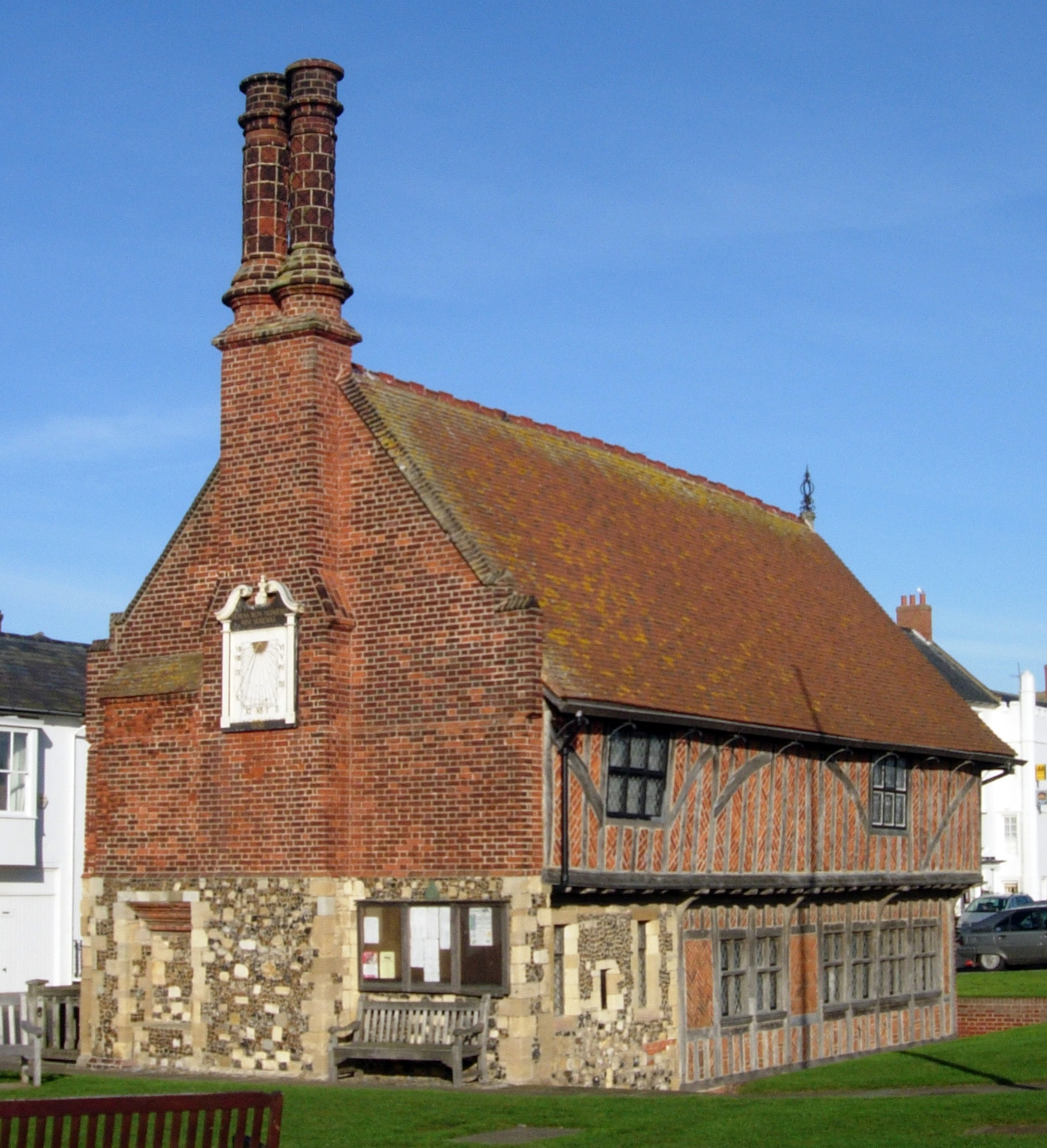
El Moot Hall de Aldeburgh.

El Moot Hall de Aldeburgh es un edificio de madera que se ha usado para reuniones del concejo durante más de 400 años. También alberga el museo local.
El poeta George Crabbe nació en Aldeburgh en 1754 y la ciudad inspiró sus poemas La aldea y El burgo.
Fuera de la ciudad, el Snape Maltings es el local en que tiene lugar un festival de música clásica todos los meses de junio. El Festival de Aldeburgh se fundó en 1948 por Benjamin Britten, Eric Crozier, y Peter Pears. Britten murió en Aldeburgh en 1976 y Pears en 1986.